# Apterichtus caecus
L'Apterichtus caecus, noto come biscia di mare cieca o biscia di mare nuda in italiano, è un pesce osseo marino della famiglia Ophichthidae.

## Distribuzione e habitat
Questa specie è presente nel mar Mediterraneo e nell'Oceano Atlantico orientale tra il golfo di Guascogna e le coste dell'Africa tropicale. È presente in tutti i mari italiani ma più rara di Dalophis imberbis.
Vive su fondali sabbiosi costieri, a partire da pochi metri di profondità fino a poche decine.

## Descrizione
Questo pesce è molto simile ad Dalophis imberbis ed ha un aspetto ancora più vermiforme essendo del tutto sprovvisto di pinne ed avendo un corpo molto sottile a sezione rotonda. L'occhio è piccolissimo ma, a dispetto sia del nome scientifico che di quello comune, questo animale ha la vista normalmente funzionante. La bocca è molto profonda. La punta della mandibola a bocca chiusa è all'altezza dell'occhio (al contrario che in D. imberbis), l'occhio più vicino alla punta del muso che all'angolo dell'apertura boccale.
La colorazione del pesce vivo non è molto nota, si crede comunque che sia brunastra rossiccia con macchie scure.
Misura fino a 60 cm, di solito molto meno.

## Biologia
In tutto simile a quella di D. imberbis alla cui voce si rimanda.

### Alimentazione
Carnivora.

### Riproduzione
Come nella biscia di mare le uova e le larve sono pelagiche ma si trovano in superficie in primavera. La larva è un leptocefalo.

## Pesca
Occasionale con reti a strascico e lenze. 
La carne, commestibile ma ricca di lische, non ha alcun valore sui mercati.

## Tassonomia
Nota in passato con i sinonimi di Caecula caeca e Sphagebranchus caecus.

## Specie affini
Apterichtus anguiformis (Peters, 1877), nota in italiano come biscia di mare minore, è molto simile ad A. caecus ma ha l'occhio (che è ancora più piccolo, quasi invisibile) alla stessa distanza dalla punta del muso e l'angolo della bocca, inoltre le parti terminali di mandibola e mascella sono neri. È presente nel mar Mediterraneo occidentale, comprese le acque italiane, e nell'Oceano Atlantico sulle coste marocchine. Si sa poco della biologia di questa specie, a lungo confusa con A. caecus.